# Alloz
Alloz (Allotz en euskera y cooficialmente) es una localidad española, concejo del municipio del Valle de Yerri (Navarra). Contaba con 104 habitantes en 2017. En la localidad se encuentra el Monasterio de Alloz y en sus inmediaciones el embalse homónimo sobre el río Salado, construido en 1930.

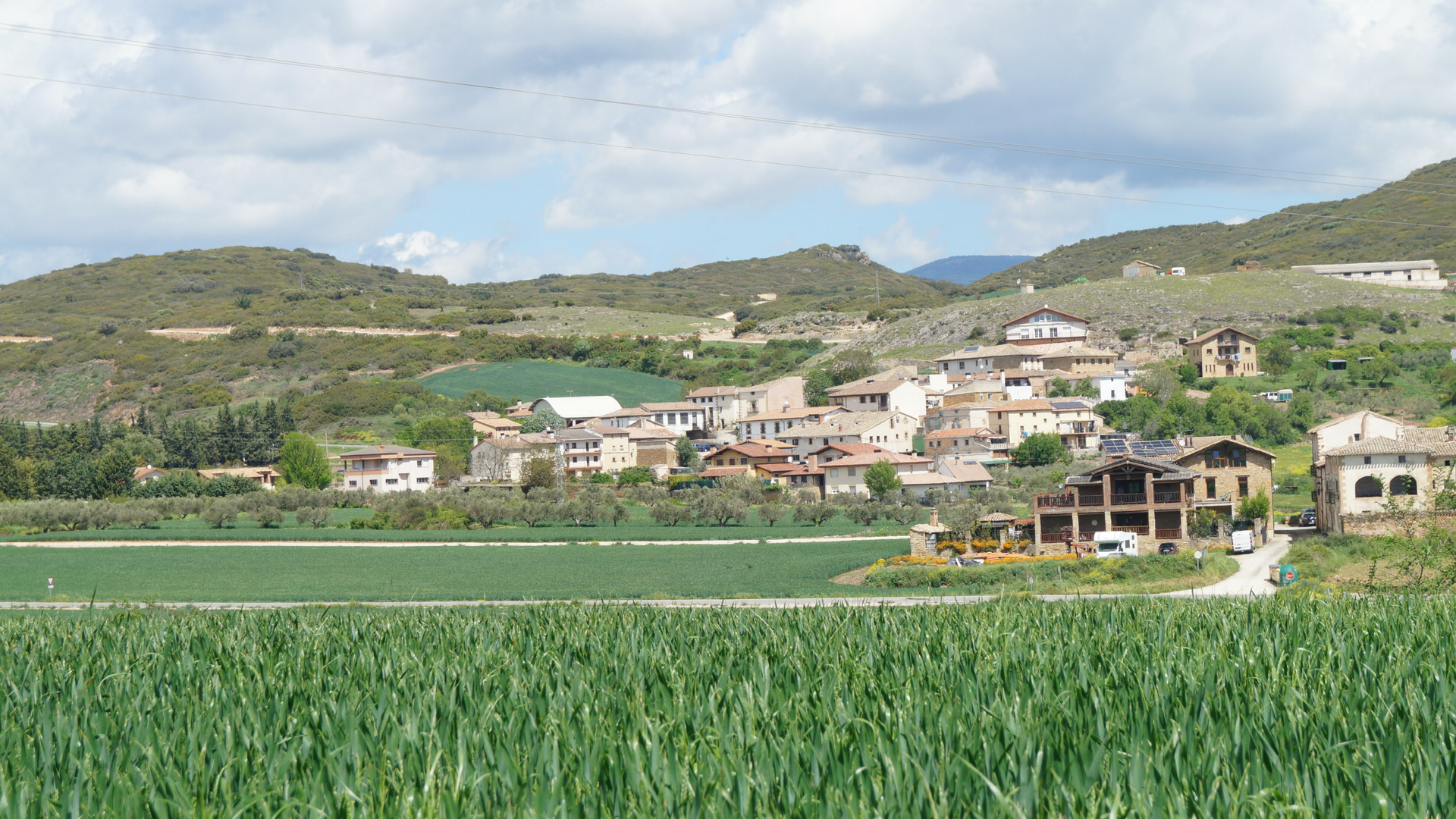
Alloz visto desde Eguiarte

## Demografía
| 2000 | 2001 | 2002 | 2003 | 2004 | 2005 | 2006 | 2007 |
| ---- | ---- | ---- | ---- | ---- | ---- | ---- | ---- |
| 120  | 116  | 122  | 124  | 119  | 124  | 115  | 123  |

## Historia
En 1802 se describía como un lugar pequeño, pero con un buen monte encinal, registrándose una producción de 1000 robos de cereal y 1500 cántaros de vino. Tenía 83 habitantes y contaba con una ermita dedicada a San Miguel.